# 238

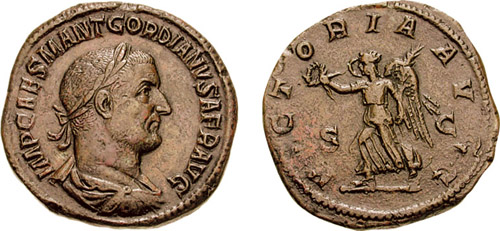
Keizer Gordianus I

Het jaar 238 is het 38e jaar in de 3e eeuw volgens de christelijke jaartelling.

## Gebeurtenissen

### Italië
- Keizer Maximinus I Thrax wordt door de Senaat afgezet. Afrikaanse edelen benoemen Marcus Antonius Gordianus "Africanus" en zijn 47-jarige zoon Gordianus II tot keizers van Rome.
- 12 april - Slag bij Carthago: Maximinus stuurt vanuit Numidië een expeditieleger (o.a. Legio III Augusta) onder bevel van Capellianus naar Africa. Tijdens de gevechten bij Carthago sneuvelt Gordianus II.
- 22 april - Crisis van de 3e eeuw: De Senaat verklaart Maximinus tot staatsvijand, ze benoemt in een spoedzitting Pupienus en Balbinus tot keizers van Rome.
- Maximinus marcheert met een Romeins leger naar Noord-Italië, tijdens het beleg van Aquileia wordt hij samen met zijn zoon Maximus Caesar door opstandige legionairs van Legio II Parthica vermoord.
- 29 juli - De pretoriaanse garde bestormt het paleis, Pupienus en Balbinus worden in het openbaar geëxecuteerd. De 13-jarige Gordianus III wordt tot keizer gekroond, hij staat onder invloed van zijn opvoeder en raadgever Thimestus.

### China
- Sima Yi, strateeg en veldheer van het Koninkrijk Wei, onderdrukt een opstand van Gongsun Yuan die de staat Yan onafhankelijk verklaart.
- Priesteres-koningin Himiko (Japan) stuurt een handelsdelegatie naar China.

## Overleden
- Gordianus I (81), keizer van het Romeinse Keizerrijk
- Gordianus II (47), medekeizer van het Romeinse Keizerrijk
- Maximinus I Thrax, keizer van het Romeinse Keizerrijk
- Maximus Caesar (22), zoon van Maximinus Thrax
- Pupienus en Balbinus, keizers van het Romeinse Rijk